# Jon Georg Dale
Jon Georg Dale, født 16. juni 1984 er en norsk politiker for Fremskrittspartiet.  Han er medlem af Stortinget fra Møre og Romsdal siden 2017. Før det var han en stedfortræder for parlamentet i 2009-2017. Han har været Norsk minister for landbrug og fødevarer 2015-2018 og norsk transportminister 2018-2020 i Regeringen Solberg.